# Digi Life
A DIGI Life a DIGI egyik ismeretterjesztő csatornája volt, amely életmóddal és gasztronómiával kapcsolatos műsorokat sugárzott. 2012. október 1-én indult Romániában, Magyarországon pedig november 7-én kezdte el az adást. Az eredeti indulási időpont november 1. lett volna, de technikai okokból csúsztatni kellett a magyar adás elindítását (a DIGI World-höz hasonlóan).
A DIGI mindhárom ismeretterjesztő csatornájának hangjai Kocsis Mariann és Viczián Ottó voltak. 
2022. szeptember 1-én éjfélkor megszűnt a csatorna.

## Előzményei
Magyarországon a DIGI 2012 őszén nem tudott megállapodni a Discovery Communications-szel, ezért a Discovery birtokolta TLC helyettesítésére indult el a csatorna.

## Témák és jellemzés
A DIGI Life elsősorban életmóddal, gasztronómiával, hobbival, kézművességgel és orvostudománnyal kapcsolatos műsorokat sugárzott. Az adó indulásától fogva 24 órás volt, éjjel, hajnalban és délelőtt kizárólag ismétlések futottak.
A DIGI Life (a DIGI többi ismeretterjesztő csatornájához hasonlóan) reklámmentes volt , csak a szolgáltató nyereményjátékait hirdette néha az ajánló blokkban. Indulásakor kezdetben csak a műsorok között voltak szünetek, de később a hosszabb műsoroknál is betették egy rövid ajánló erejéig. 
Az adó 16:9-es képarányt használt, HD és SD változata is volt. Románia korhatár-besorolását alkalmazta, de legfeljebb a 12-es korosztályig, 15-ös és 18-as műsorokat nem vetített. Nem alkalmazott piktogramot, a korhatárt a műsor előtti szünetzáró inzertben jelezték.
A DIGI Life adásblokkjainak ideje változó volt, legtöbbször 30 perces volt. Gyakran alkalmazták ezt a blokkot a 25 perces műsoroknál is, ilyenkor egy hosszabb, öt perces szünettel pótolták ki a maradék időt, amely alatt leginkább ajánlók futottak. Az adó fő vetélytársai a Discovery Communications TLC és a LifeTV, előbbi helyettesítésére indította a csatornát a DIGI, miután nem tudott megegyezni a Discovery Communications-szel.
A csatorna 2022. szeptember 1-jén megszűnt a DIGI többi ismeretterjesztő csatornájával és a Film Now-al együtt.

## Műsorkínálat

### Sorozatok
- A bor világa
- A brit oroszlán Afganisztánban
- A Clipper földkerülő verseny
- Afrika élelmiszerpiaca
- A gótika
- A gyógyítás története
- A gyógymód
- Agysebészek
- Agyunk titkos élete
- A harmadik út
- A holnap nyomában – A család
- A holnap nyomában – Felnőtté válás
- A holnap nyomában. A nő
- A jövő nagyvárosai
- A két amigo: A nagy gaucho kaland
- A következő megálló
- A legnagyobb brit általános iskola
- Almák és körték
- Álommasinák
- Álomotthon Ausztráliában
- A műkincskereskedő
- A művész eszköztára
- A nagy chelsea-i kertészverseny
- A nagy festőverseny
- Annyira brit!
- A Rajna mentén
- Arccal az orr felé
- A rettegés városa
- Art Wolfe – A világ peremén
- Art Wolfe – A világ peremén – Különleges találkozások
- A sokszínű világ
- A szilícium-völgy
- A szivárvány hatalma
- A szuperdada
- A természet erejével
- A tér művészete
- A tökéletes diéta
- A város legjobbja
- Az egészség belülről fakad
- Az első lépés
- Az iszlám világa
- Ázsia ízei
- Ázsiai otthonok
- Barkácsolj Luke-kal!
- Beachcomber-lak
- Ben, a hal-ász
- Bízz bennem, orvos vagyok!
- Brazil otthonok
- Brit árut a polcokra!
- Buffet és Gates, becsöngettek!
- Csak egy Földünk van – Tanulj meg élni!
- Csak ésszel!
- Család, kávé, Afrika
- Csináld!
- Csináld magad!
- Csodálatos paloták
- Csúcstermékek születése
- Dél-Afrika Dismond Tutu szemével
- Dizájnzsenik
- Duci állatok, duci gazdák
- Dugóhúzóval Ausztráliában
- Dundi generáció
- Édes élet
- Édes otthon
- Égenjárók
- Egészséges és finom
- Egészséges ötletek tárháza
- Egy ausztrál séf Londonban
- Egy falat River Cottage
- Egy kastélykert titkai
- Egy sima, egy fordított
- Egy szabadulóművész mindennapjai
- Egy szupermarket titkai
- Élet és művészet
- Élet fagypont alatt
- Élet két keréken
- Élettér
- Életünk
- Élj okosabban!
- Emberek a hegyről
- Ép testben ép lélek
- Ereklyevadászok
- Eszem-iszom
- Ételeink nagyító alatt
- Ételeink titkai
- Ételrabszolgák
- Európa ízei
- Extrém utazók
- Ezek a franciák!
- Ezerszínű Európa
- Faház-láz
- Farmerek
- Fejlődő Ázsia
- Feng Shui
- Fiatalok Kínában
- Fogd be és főzz!
- Fogyasszunk és féljünk?
- Földi küldetések
- Főzzünk ízzel-lélekkel!
- Frizuracsata
- Fűbiznisz Colaradóban
- Gareth Malone felzárkóztat: Spéci suli srácoknak
- Gareth Malone Glyndebourn-ba megy
- Gördülő műtárgyak
- Gyerekjáték
- Gyilkos ösztön
- Gyógyíthatatlanok
- Gyógyíthatatlanok – Az orvostudomány csodái
- Gyógyító természet
- Hájas séfek
- Halál a hájra
- Helikopteres hősök
- Hétköznapi hősök
- Hideg tájak, meleg tálak
- Hipermodern
- Hit a világ körül
- Hogyan legyünk milliomosok?
- Hozzávalók
- Hősök, kultuszok, konyhák
- Hurrá, kirepültek!
- Hús – Tabu vagy ínyenc falat?
- India ízei
- Ingatlan-Boom Angliában
- Isteni nők
- Jimmy lerántja a leplet
- Kacat vagy kincs?
- Kaleidoszkóp
- Kalifornia – Az álmok földje
- Katie Brown házi praktikái
- Kényeztető természet
- Két keréken Ázsiában
- Ki az úr a háznál?
- Ki az úr a háznál most?
- Kirstie kézműves portékái
- Kirstie kreatív otthona
- Kirstie otthoni praktikái
- Klipmánia
- Korunk gyermeke
- Korunk hősei
- Különc csajok
- Különleges ausztrál otthonok
- Különleges szenvedélyek
- Különös harmadik típusú találkozások
- Küzdelem balettcipőben
- Légierő a tengeren
- Legyen zöld a Föld!
- Lom-dizájn Kirstie-vel
- Majdnem híresek
- Mamák és babák
- Maminaplók
- Mániákusok
- Másnak született
- Megjöttek a munkások
- Még mindig dagi a család
- Megölték, mert fekete volt
- Megterítve
- Mentsd meg a családom!
- Mentsék meg a tengereinket!
- Mesteremberek
- Mesteri kézművesek
- Mexikói ételek Rick Bayless-sel
- Mindenből a legjobbat!
- Milliárdosok között
- Milliomos gyakornokok
- Milton műhelye
- Mire költenek a dúsgazdagok?
- Mit iszunk ma?
- Mi történik, ha...
- Múltidézők – Időutazás a High Street-en
- Murdoch
- Nagy-Britannia elfeledett öröksége
- Nem könnyű zöldnek lenni
- Otthonok
- Otthonszülés Amerikában
- Ősz River Cottage-ban
- Ötcsillagos otthonok
- Pankrátoriskola
- Parázson sült finomságok
- Pasimelók csajoknak
- Pásztorlány a világ körül
- Piacra fel!
- Planet Cake – Hab a tortán
- Puttony, palack, pohár
- Rákattanva
- Rázós melók sztárokkal
- Rejtélyek nyomában
- Rendkívüli ázsiaiak
- Rendkívüli nők
- Reptér éjjel-nappal
- Reszkessetek, éttermek!
- Rezidens dokik – Kezükben az életed
- River Cottage hétköznapjai
- River Cottage – Itt a nyár!
- River Cottage – Karácsonyi készülődés
- River Cottage – Közeleg a tél
- Séfek a nagyvilágból
- Shakespiere felfedezése
- Shopping-mánia
- Sokszínű Ázsia
- S.O.S. Vízimentők
- Sürgősségi ügyelet
- Szakácsok mundérban
- Szerelem, Paraíba
- Szerelmi bájitalok és csodatevő ételek
- Sztárok és stílusok
- Szuperhősök – A harc sosem ér véget
- Szülőkalauz haladóknak
- Szülő születik
- Tájak, aromák
- Táncolj!
- Tavasz River Cottage-ban
- Taxival a világ körül
- Taxival Ázsiában
- Te is lefogyhatsz!
- Tengerparti álomotthonok
- Természetesen finom
- Természetesen szép
- Természetes gyógymódok
- Testvériség a föld alatt
- Tetkómánia
- Tökkultusz – Ősi mítoszok
- Új skandináv konyha
- Újoncok bevetésen
- Úri ifjak viadala
- Utazó nagyik
- Vadnövények nyomán
- Vagy én, vagy a kutya
- Vagy én, vagy a kutya – A legkutyábbak
- Vállalkozni tudni kell
- Vámosok
- Válaszutak
- Vegyük be a Tesco-t!
- Vér, veríték és divat
- Vér, veríték és fényűzés
- Virágzó ötletek
- Virtuális pénz
- Vissza a melóba
- Vissza a vadonba
- Wellness-vadászok
- World Challange
- Zsenipalánták

### Filmek
- 90 éves a királynő
- A banán ára
- A Bécsi Spanyol Lovasiskola
- A bennünk élő idegenek
- Ablak a tengerre
- A boldogság
- A Bonszáj nép – Muhámmád Junusz víziója
- A bor mesterei
- A bor születése
- A Coca Cola-sztori
- A csodálatos emberi vér
- A diploma ára
- Adjuk el az amerikai álmot!
- Adócsalók Amerikában
- A fátyol alatt
- A farmer ára
- Agnetha – Soha ne hagyd ABBA!
- A gondolat szabadsága
- A guinea-féreg – Egy félelmetes parazita
- A gyógyítás csodája
- A halált választottam
- A hely, ahol élünk
- A Hmongok és lovaik
- A hosszú élet receptje
- A hús
- A jégember
- A jó szex – Az erotika titkai
- A kevesebb több
- A kínaiak gyógyító ereje
- A királynő szolgálatában
- Aki válaszol: Warren Buffett és Bill Gates
- A kórterem
- A kutya szemével
- Alakítható-e a személyiség?
- A lány, aki idősebb a nagyanyjánál
- A legédesebb kísértés
- Álmatlanság
- A marihuána ideje
- A marihuána mekkája – A kannabisz-bumm
- A Mariinszkij színház bemutatja: A hattyúk tava
- A megbocsájtás ereje
- A Mekka-biznisz
- Amerikai hercegnők
- Amerikai karácsony
- A mi Amerikánk
- A műanyag veszélyei
- A művészet fővárosai – London
- A művészet fővárosai – New York
- A nagybetűs élet küszöbén
- A nagy egészség teszt: Zsír kontra cukor
- A nagy testvér és a nagy biznisz
- A női egyenjogúság élharcosai
- Apám élete és halála
- A pápa forradalma
- Apáról fiúra
- A paradicsom diadala
- A pengasius-átverés
- A pénz boldogít?
- A Petrobras olajbotrány
- Apple – A megszegett ítélet
- A rejtélyes Mrs.Beeton
- A rizstermesztés művészete
- A sivatag asszonyai
- A só asszonyai
- A szakadék szélén – Amatőr hegyi mentők Dél-Afrikában
- A szarvasgomba mesterei
- A színházmentő
- Aszpirin: Áldás vagy átok?
- A tea mesterei
- A Teleshop titkai
- A tisztálkodás története
- A tömeggyilkos malária
- A tőzsde
- A túlsúlyos nemzet
- Ausseerland – A völgy, melyen nem fog az idő
- Autócsodák kalapács alatt
- A változó Szaúd-Arábia
- A vedelés veszélyei
- A Versace gyilkosság
- A világbéke és más apróságok negyedikes szemmel
- A Walmart titkai
- Az ABBA képekben
- Az agyag reneszánsza
- Az alapjövedelem generációja
- Az alkoholizmus, mint szenvedélybetegség
- Az alma – Mennyiség vagy minőség?
- Az altatás veszélyei
- Az antibiotikum-csapda
- Az appok bolygója
- Az eBay belülről
- Az élet zamata
- Az élő művészet – Művészek és kertjeik
- Az elveszett jelvény rejtélye
- Az ember nevű gépezet
- Az erőszak gyökerei
- Az érzékelés
- Az esőerdő gyilkosai
- Az európai migráció
- Az évszázad csalása
- Az igazság a zsírról
- Az igazság mítosza
- Az igazi Pókember
- Az indiai gyapot – Verejték, könnyek, remény
- Az internet sötét oldala
- Azok a csodálatos gyógyítók
- Az Oprah hatás
- Az origami világa
- A zöld invázió
- Az új évezred gyermekei
- Az utolsó földi paradicsom
- Az ütés hangja
- Az vagy, amit megeszel!
- Babaházak
- Backstreet Boys: Vissza a csúcsra
- B.B. King és vendégei a Royal Albert Hall-ban
- Belső óránk titkai
- Bent az agyamban
- Bernie Ecclestone: kétes milliárdok
- Best Buy: A mamutcég visszavág
- Beszélő kövek
- Beyoncé – Az élet csak egy álom
- Bezacskózva
- Big Mac, avagy a McDonald's birodalom
- Biztonságos drogok?
- Bors – Csípős történetek
- Botrányos valóságshow-k
- Böjt
- Böjttel az egészségért
- Brazília – A stadionok árnyékában
- Brit Awards 2014
- Brit Awards 2015
- Brit bentlakásos iskolák
- Buddha a selyemúton
- Budweiser
- Carolyn Carlson
- Célkeresztben az AR-15-ös gépkarabély
- Christiaan Bernald – A férfi Fokvárosból
- Cigarettaháború
- Coop Himmelblau: Felhő és kristály
- Cyber bűnözés
- Csak tanulni akart
- Csodás gyógyulások
- Csodadoktor vagy sarlatán?
- David Beckham – Utazás az ismeretlenbe
- David Bowie – Egy ikon születése
- Dél-Afrika – Bor és történelem
- Dolgozz, amíg bírod!
- Ebola – Lesz-e gyógymód?
- Egy kiló búza
- Egy raktáráruház élete
- Egy teljes élet: John Robinson története
- Éhezés vagy rovarevés?
- E-cigi: Áldás vagy átok?
- Eladva – Küzdelem a globális rabszolgaság ellen
- Élet a sürgősségin
- Élet az erőszak után
- Élet korlátok nélkül
- Életmentő őssejtek – A krasznodari csoda
- Élet, erő, egészség?
- Első pozíció
- Elveszett emlékek
- Énekelj, ne háborúzz!
- Éneklő természet – Björk és Attenborogh találkozása
- Én és az allergiám
- Én és az epilepsziám
- Én, Thalente
- Építsünk repülőgépet!
- Eszes, profi, mégse főnök
- Étel a szemétben
- Ételmentők
- Facebook-függők
- Fenntartható mezőgazdaság
- Fényfestészet
- Fiatal apácák
- Fiatal, képzett, munkanélküli
- Fogyni vágyók világa
- Fűbiznisz Coloradóban
- Gigantikus történet
- Giorgio Armani – Egy divatdiktátor mindennapjai
- Goldman Sachs – Botrány a Wall Streeten
- Gömbölyű élvezet
- Greenspan és a zűrzavar kora
- Gyermekek büntetőtáborban
- Gyermekmunka Bolíviában
- Gyógyítható az alzheimer?
- Gyógyító hangjegyek
- Hajsza a fekete aranyért
- Hajsza a gyémánt után
- Hajsza a pénz után
- Hajsza az energiáért
- Haláltábor Észak-Koreában
- Halászhajóval a pokolba
- Halászok háborúja
- Hamvas bőr egy életen át
- Harc a rendszer ellen
- Harc a túlsúly ellen
- Hatástalan antibiotikumok?
- Hercegnő a gauchók között
- Hétvégi harcosok
- Hihetetlen szépségversenyek
- Hiphop nazar
- Hogyan ízlelünk?
- Hogyan verte át Kína a világot?
- Holdbolondok
- Hollywood hangja
- Hollywood, karácsony, Michael Bublé
- Hontalanok
- Hova tűnt a sok leány?
- Húszan húsz alatt – Egy új világ építői
- Időzített cukorbomba
- Ifjú rendfenntartók
- II Divo – Koncert Japánból
- India dallama
- India – Nők veszélyben
- India szőnyeggyártói
- Irak eltűnt milliárdjai
- Irezumi, a tetoválás művészete
- Írország elveszett gyermekei
- IsIs – Terror Irakban
- Isten hozott a Mecsetben!
- Isten hozott Mayfairben!
- Izrael – Hogyan tovább?
- Jaj, a mérleg!
- Jegy a Marsra, csak oda
- Jimi Hendrix – A gitárkirály
- Jim Morrison – A rock poétája
- Jimmy és a génmanipulált ételek
- Jimmy karácsonyi kajagyára
- Jimmy karácsonyi vacsorája – Egy kis hazai
- Jóízű kirándulások
- Jótékony milliárdosok
- Kapás!
- Karácsony Pakisztánban
- Kártyavár
- Katonalányok – Út Afganisztánba
- Kávé, tej és cukor
- Kávé – Utazás keletről nyugatra
- Keserű szüret
- Keserű tea
- Két keréken Ázsiában
- Ketrecharcosok klubja
- Kína – Az új mandarinok
- Kína fehér aranya
- Kirándulás a zene és az ízek világában
- Kirstie és Phil tökéletes karácsonya
- Kirstie kézműves karácsonya
- Kirstie kézműves portékái – Karácsony
- Kirstie kreatív otthona – Esküvői különkiadás
- Kirstie kreatív otthona – Karácsony
- Kiszállítva – Az amazon-botrány
- Ki van a maszk mögött!
- Klímaváltoztatók
- Klónozott ételek – A jövő fogásai
- Körülmetélés – Egy hagyomány nyomában
- Krízis a kastélyban
- Különleges otthonok – csúcsfürdőszobák
- Küzdelem a mikrobák ellen
- Küzdelem az ebola ellen
- Küzdelem Tibetért
- Kyselak – A graffiti születése
- Lakásvadászok
- Leendő gyermekem – Áttörés a meddőségkutatásban
- Legyőzni a hegyet
- Legyőzni a rákot
- London, Harley Street
- Luxushajóval a világ körül
- Luxusprostik testközelből
- Magháború
- Maraton körmenet helyett
- Marihuána Amerikában – Mámor Coloradóban
- Martinique, a kreol ízek hazája
- Megennél egy elefántot?
- Ments meg! – A szervátültetés története
- Mérgezett ivóvizünk
- Mérgező cipők
- Mexico – Minden napra egy fogás
- Michael Jackson halála
- Michael Jackson utolsó napjai
- Miért ölitek meg a gyermekeket?
- Migránsok
- Mindent látó kamerák
- Mikrobafóbia
- Mi lesz veled, villanykörte?
- Mindent a kalóriákról
- Mirelitpizza mizéria
- Mitől beteg a gyerek?
- Mi vagyunk a demokrácia
- Mo Farah – Verseny egy életen át
- Motorcsodák kalapács alatt
- Mozgással az egészségért
- Munkaerőkrízis Európában
- Műkincsrablók
- Napi egy dollárért
- Nem alszik a gyerek
- Nemes édességek
- Nem eszik a gyerek
- Nem lesz többé "Made in china"?
- Olajláz Amerikában
- One Direction – Koncert a San Siróban
- Orvosok a tűzvonalban
- Otthon vagyunk itthon?
- Öregen és fiatalosan
- Őrültek fegyháza
- Őszentsége szolgálatban – A Svájci Gárda mindennapjai
- Pándzsáb ízei
- Panoráma – A drónok titkos háborúja
- Panoráma – Fegyverfüggő Amerika
- Panoráma – Hazugságok háborúja
- Paracelsus – Az ember a legjobb orvosság
- Párválasztó
- Passenger – Élőben a Hammersmith Apollo-ból
- Pihent agyú Amerika
- Prostitúcióra kényszerítve
- Provance ízei
- Putyin olimpiája
- Rembrandt
- River Cottage hősei
- River Cottage – Karácsonyi különkiadás
- River Cottage – Nyári válogatás
- River Cottage – Őszi válogatás
- River Cottage – Tavaszi válogatás
- River Cottage – Téli válogatás
- Robbie Williams – Egy este a Palládiumban
- Robbie Williams Tallinnban
- Roberta Flack
- Robert Peston: Franciaország
- Rózsát Európának!
- Segítség, felvettek az Eton-be!
- Siker és bukás a Broadway-n
- Sound City
- Stájerország – A siller és a tökmagolaj földje
- Szemét vagy nyersanyag?
- Szennyvízből az asztalra – A garnélarák
- Szépségkirányő hiddzsában
- Szépség bármi áron
- Szex és tudomány
- Sziklamászók
- Színházak – Az illúziók építői
- Szomjas világ
- Szufi – A szeretet katonái
- Szúnyogok testközelből
- Szupermarket – Az 500 milliárdos üzlet
- Tálibok között
- Takarítónők Londonban
- Target, telitalálat!
- Természet!
- Természetes otthon-ökoházak
- Tinédzserek az oltár előtt
- Tini és meleg
- Töltötthal és padlizsánkrém – A zsidó konyha titkai és történetei
- Tudod, mit eszel?
- Tüntessük el a szeméthegyet!
- Újra talpon – Egy orvosi csoda
- Új test – Új élet
- Út a tisztességes világgazdasághoz
- Űrhajósfeleségek
- Vakon és boldogan
- Válásháború
- Van-e élet a halál után?
- Victor Gruen, a plázák atyja
- Világunk – A kongói háború
- Világunk – Dél-Afrika – A mészárlás, amely megváltoztatott egy nemzetet
- Világunk – Drogfüggő gyerekek
- Világunk – Kuba Simon Reeve-vel
- Vilmos, Katalin és György
- Víz – A folyékony tőke
- Víz és vallás
- Wabi Sabi nyomában
- Warren Buffett: Kiút a válságból